# Rochester International Classic 1997
La 9e édition de la Rochester International Classic, auparavant nommée Wincanton Classic puis Leeds Classic, a lieu le 17 août 1997. Remportée par l'Italien Andrea Tafi, de l'équipe Mapei-GB, elle est la septième épreuve de la Coupe du monde.

## Classement final
| Pos. | Cycliste              | Équipe                | Temps          |
| ---- | --------------------- | --------------------- | -------------- |
| 1    | Andrea Tafi           | Mapei-GB              | 6 h 7 min 42 s |
| 2    | Andrea Ferrigato      | Roslotto-ZG Mobili    | + 43 s         |
| 3    | Gianluca Bortolami    | Festina-Lotus         | m.t.           |
| 4    | Stéphane Heulot       | La Française des Jeux | m.t.           |
| 5    | Andrea Vatteroni      | Scrigno-Gaerne        | m.t.           |
| 6    | Maximilian Sciandri   | La Française des Jeux | + 49 s         |
| 7    | Roberto Petito        | Saeco-Estro           | + 55 s         |
| 8    | Daniele Nardello      | Mapei-GB              | m.t.           |
| 9    | Alexander Gontchenkov | Roslotto-ZG Mobili    | m.t.           |
| 10   | Alberto Elli          | Casino                | m.t.           |